# Вишнёвка (Ржаксинский район)
Вишнёвка — деревня в Ржаксинском районе Тамбовской области России. 
Административный центр Пустоваловского сельсовета.

## География
Расположена в 20 км к юго-западу от райцентра, пгт Ржакса, и в 87 км к югу от Тамбова.
В населённом пункте имеются: ФАП, магазины, средняя школа, детская площадка, теплица, баня, администрация сельсовета.

## Население
| 2002 | 2010 |
| ---- | ---- |
| 258  | ↘245 |

Согласно результатам переписи 2002 года, в национальной структуре населения русские составляли 98 % от жителей.

## История
Первое упоминание деревни датируется 1834 годом. Согласно документам ревизской сказки 1834 года по Кирсановскому уезду Вишневка принадлежала прапорщику Михаилу Федоровичу Беляевскому. К 1920 году деревня отошла государству. На тот момент жителей в ней не было. В это же время из соседних сёл Берёзовка, Отхожее, Уварово стали переселяться крестьяне. Первыми семьями, которые обосновалась в деревне стали  Уваровы и Сушковы. Вскоре численность населения выросла и насчитывала десятки крестьянских дворов. В 1930-х годах появились колхозы. Во время Великой Отечественной войны на фронт из этих мест ушли 500 человек, 370 из них не вернулись. В послевоенное время в деревне был создан колхоз «Мирный труд».